# Nordhimmel

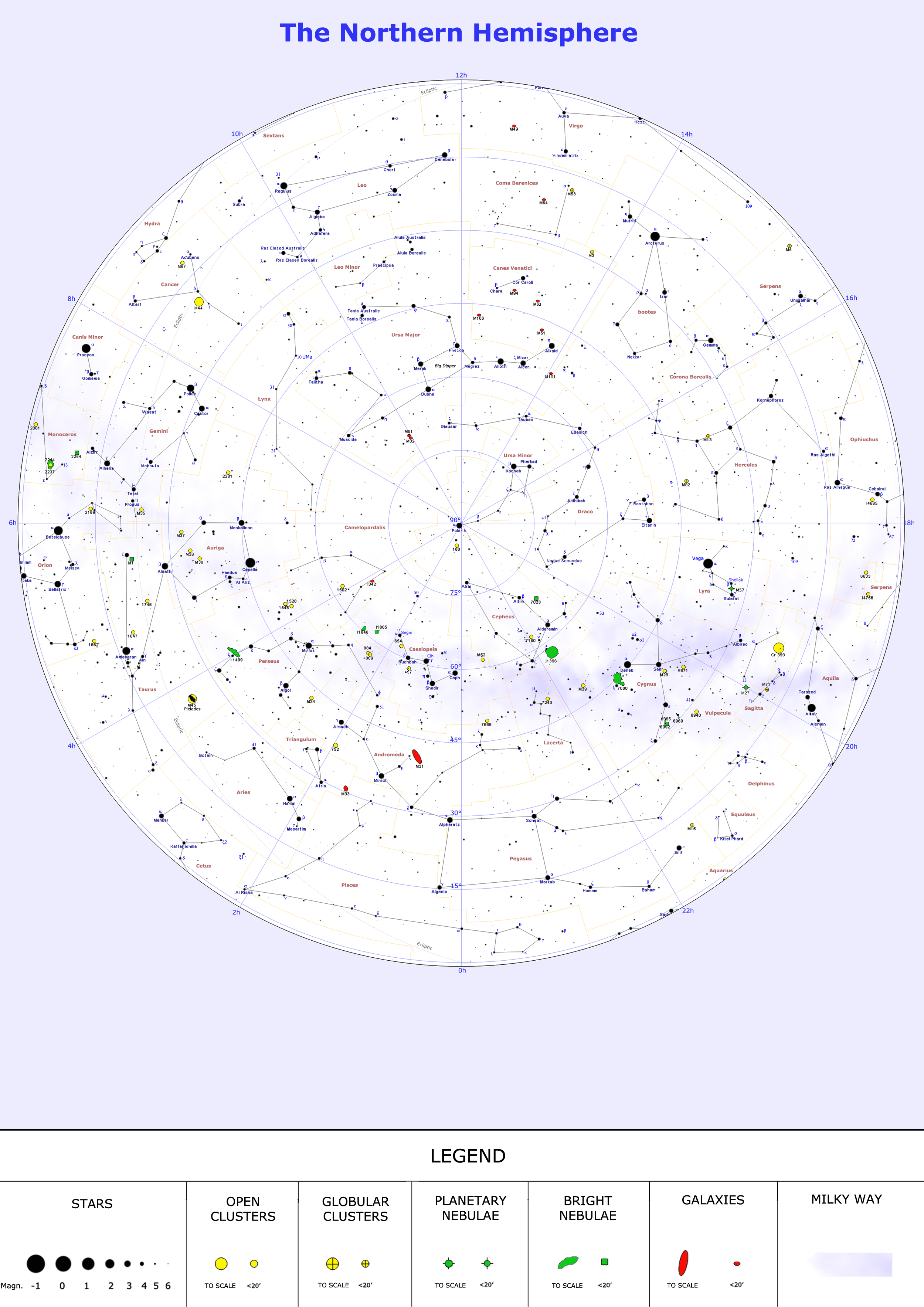
Nördliche Hemisphäre des Sternenhimmels

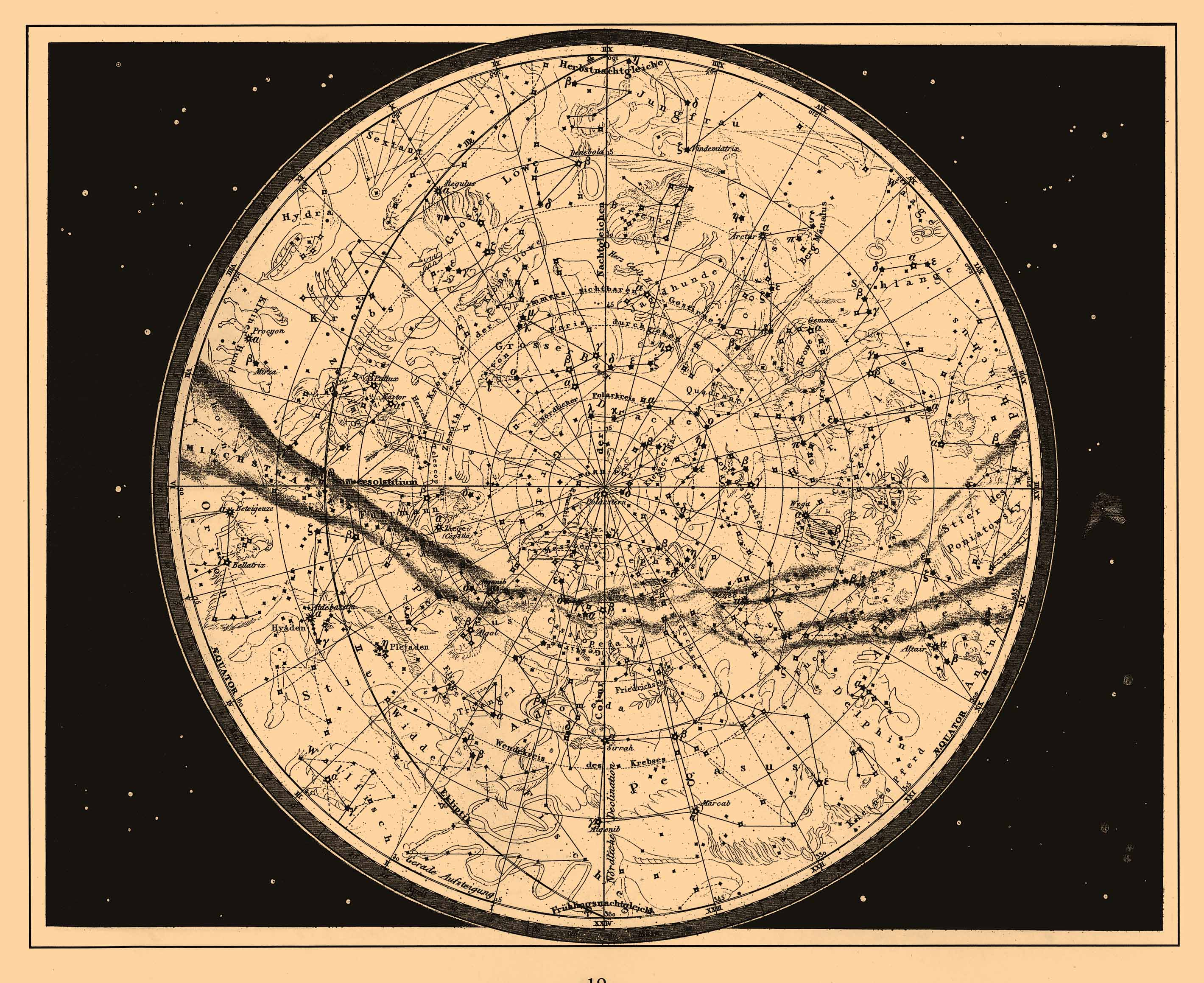
Illustration aus dem Brockhaus-Efron (1890–1907)

Der Nordhimmel, Nordstern(en)himmel oder nördliche Sternenhimmel ist jene Hälfte des Sternenhimmels, die nördlich des Himmelsäquators liegt und somit alle Punkte mit positiver Deklination umfasst (→ Äquatoriales Koordinatensystem). Vom Nordpol aus kann der Nordhimmel ganz überblickt werden; je weiter südlich der Beobachtungsort, desto weniger ist von ihm sichtbar.

## Sichtbarkeit von Fixsternen
Bei guten Sichtbedingungen sind etwa 2000 Sterne des Nordhimmels freiäugig sichtbar, mit einem Feldstecher sind es etwa 20.000 bis 40.000. In Großstädten sieht man auch bei wolkenlosem Nachthimmel je nach Ausmaß der Luft- und Lichtverschmutzung nur etwa 100 bis 500 Sterne. Der hellste am Nordhimmel ist mit einer scheinbaren Helligkeit von −0,05 mag Arktur im Sternbild Bärenhüter (Bootes). Fast ebenso hell sind Wega in der Leier (Lyra) und Capella im Fuhrmann (Auriga). Die hellsten Sterne sind alle größer als unsere Sonne.
Der Nordhimmel zeigt etwas weniger Sterne als der Südhimmel, denn das Zentrum der Milchstraße liegt ca. 20° südlich des Himmelsäquators im Sternbild Schütze (Sagittarius). Die drei Sterne des Sommerdreiecks gehören zum Nordhimmel, von denen des Wintersechsecks vier. Sieben der 14 hellsten Sterne 1. Größe stehen am Nordhimmel, die anderen sieben am Südhimmel.
Die Andromedagalaxie liegt im Sternbild Andromeda, von dem auch ihr Name stammt, und ist das entfernteste Objekt und die einzige Spiralgalaxie, die unter guten Bedingungen am Himmel mit bloßem Auge beobachtet werden kann.

## Himmelsnordpol

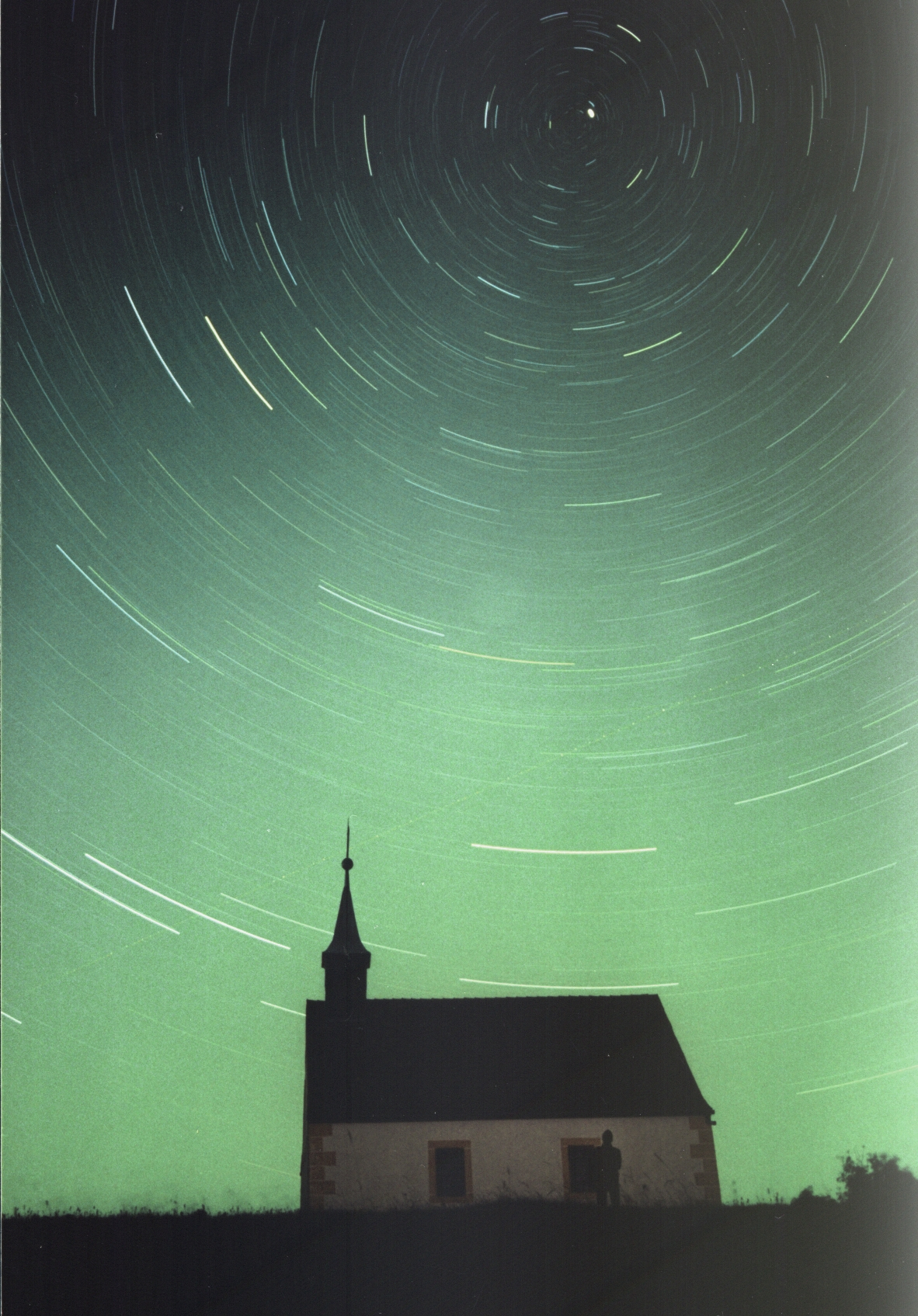
Himmelsnordpol, sichtbar gemacht durch eine Langzeitbelichtung über einen Zeitraum von 45 Minuten

Die exakte Mitte des Nordhimmels ist der Himmelsnordpol in Verlängerung der Erdachse. Weniger als 1° daneben liegt der derzeitige Nördliche Polarstern, Polaris im Sternbild Kleiner Bär (Ursa Minor), um den die benachbarten Sternbilder zu kreisen scheinen. Die auffälligen Sterne des Großen Wagens im Sternbild Großer Bär (Ursa Major) und auch die der Kassiopeia bleiben als zirkumpolare an Beobachtungsorten höherer geographischer Breiten ganzjährig die ganze Nacht hindurch sichtbar. Sie stehen sich gegenüber, etwa in der Mitte dazwischen ist der Polarstern zu finden, auf den auch die verlängerte Verbindungslinie der äußeren Kastensterne des Großen Wagens als Polweiser zeigt.

## Milchstraße
Quer über den Nordhimmel zieht sich das schwach leuchtende Band der Milchstraße – u. a. durch die Sternbilder Zwillinge (Gemini), Perseus, Kassiopeia und Schwan (Cygnus), wo sie sich scheinbar teilt. Übergehend zum Südhimmel liegt Orion, das bekannte Wintersternbild der Nordhalbkugel, nahe dessen Gürtelsternen der Himmelsäquator verläuft.
Während man am Äquator zu jeder Jahres- und Nachtzeit genau eine Hälfte des Nordhimmels überblickt, sieht man an Beobachtungsorten mittlerer geographischer Breiten Europas 70–80 Prozent des Nordhimmels und in südlicher Blickrichtung einen Teil des Südhimmels.